# Stomatolepas elegans
Stomatolepas elegans är en kräftdjursart som först beskrevs av Costa 1838.  Stomatolepas elegans ingår i släktet Stomatolepas och familjen Platylepadidae. Inga underarter finns listade i Catalogue of Life.